# シュパイアー大聖堂
座標: 北緯49度19分02秒 東経8度26分33秒 / 北緯49.3172度 東経8.4424度
シュパイアー大聖堂（シュパイアーだいせいどう、英: Speyer Cathedral）は、ドイツの都市シュパイアーに聳える赤い砂岩でできた巨大なバシリカ式聖堂である。その正式な名称は「聖マリア・聖ステパノ大聖堂」だが、しばしばシュパイアーの皇帝大聖堂（Kaiserdom zu Speyer）とも呼ばれる。
廃墟となったクリュニー修道院とともに、シュパイアー大聖堂はロマネスク様式最大級の聖堂である。1981年に大聖堂はユネスコの世界遺産に登録された。

## 「皇帝大聖堂」
この大聖堂は神聖ローマ皇帝コンラート2世が自身の永眠の場所として建造するよう命じたもので、1030年から1061年にかけて建造された。大聖堂完成では、皇帝ハインリヒ4世の依頼によりオスナブリュック司教ベンノ2世（1088年没）とバンベルク司教オットー（1139年没）が指導的役割を演じた。のちには、さらに7人のローマ皇帝、ローマ王たちやその妻の幾人か、そして多くの僧侶たちが葬られた。皇帝たちや王たちの墓石は、元々は聖餐台正面の中央通路に位置していたが、長い年月の間に正確な位置についての知見は失われていた。1900年になって一大発掘計画が実行され、墓所が発見され、開かれた。そこで発見された中身のいくつか、つまり服飾品などは、大聖堂近くのプファルツ歴史博物館で見ることができる。皇帝や王たち、そして幾人かの妻たちの修復された柩は、1906年に聖餐台の地下に建設された地下聖堂（Krypta）に安置しなおされており、一般にも公開されている。
シュパイアー大聖堂に葬られた皇帝たちや王たちは以下の通りである。
- コンラート2世（1039年没）とその妻ギゼラ（Gisela, 1043年没）
- ハインリヒ3世（1056年没）
- ハインリヒ4世（1106年没）とその妻ベルタ（Bertha, 1087年没）
- ハインリヒ5世（1125年没）
- ブルゴーニュ女公ベアトリス1世（Beatrice I, 1184年没。フリードリヒ1世の二人目の妻）とその娘アグネス（Agnes）
- フィリップ（1208年没。フリードリヒ1世の息子）
- ルドルフ1世（1291年没）
- アドルフ（1298年没）
- アルブレヒト1世（1308年没）

ドイツでこの時期に皇帝の示教で建てられた他の大聖堂（ヴォルムス、マインツ）と同じく、この大聖堂も「皇帝大聖堂」（Kaiserdom）と呼ばれている。

## 修復の歴史
シュパイアー大聖堂は、ルイ14世の配下の兵士たちによって、1689年に焼かれ、無残なありさまになった。1772年から1784年に修復され、前庭とファサードが付け加えられたが、1794年にまたしてもフランス軍によって荒らされた。これに対し、1846年から1853年にかけて、もう一度修復が行われた。 このときの修復はフレスコ画で内装を飾ることなども含めた徹底的なもので、バイエルン王ルートヴィヒ1世が出資した。
1961年には創建当時の姿に戻す修復工事が行われた。

## 建造物としての特色
修復を繰り返してはいるが、建造物は本来の様式を良く保存しており、絶えて久しい純粋にして明確なロマネスク様式を伝える最も優雅な例の一つとなっている。顕著な特徴は、建物全体を取り囲む柱廊であり、まさにそれらは屋根のラインの真下にあたっている。三列の側廊を持つアーチ型天井のバシリカ式聖堂は、11世紀から12世紀にかけて発展していったロマネスク建築の中で、極めて強い影響を及ぼしてゆくデザインの白眉である。
大聖堂の中でひときわ優れているのは、東端と西端の配置のバランス、そして身廊と翼廊からなる本体の四隅に配置された塔の対称形の配置である。
西のファサードの前にある「大聖堂の鉢」（Domnapf）は、かつては宗教的な領域と市域を分かつものであった。新しい司教が選出されるたびに、その者が鉢にワインを満たし、市民たちは彼の健康を祈って空にした。 
南の庭園にあるオリーブ山の彫刻は、かつては大聖堂の南壁に繋がっていた回廊の中央に置かれていた。15世紀以来の本来の彫刻群が破壊されたことから、19世紀にはシュパイヤーの彫刻家ゴットフリート・レン（Gottfried Renn）が現存する一連の彫刻群を作製した。かつての回廊の面影はオリーブ山周辺の歩道に見出すことができる。

### 寸法
- 全長 : 134 m （入り口の段差から東の後陣の外壁まで）
- 身廊の幅 : 37.62 m （外壁から外壁まで）
- ヴォールト頂点までの身廊の高さ : 33 m
- 東の尖塔の高さ : 71.20 m
- 西の尖塔の高さ : 65.60 m
- 地下聖堂 : 東西の長さ 35 m ; 南北の長さ 46 m / 高さ: 6.2 m と 6.5 m の間

## 世界遺産登録基準
この世界遺産は世界遺産登録基準のうち、以下の条件を満たし、登録された（以下の基準は世界遺産センター公表の登録基準からの翻訳、引用である）。
- (2) ある期間を通じてまたはある文化圏において、建築、技術、記念碑的芸術、都市計画、景観デザインの発展に関し、人類の価値の重要な交流を示すもの。